# Фірсово (Режівський міський округ)
Фі́рсово (рос. Фирсово) — село у складі Режівського міського округу Свердловської області.
Населення — 182 особи (2010, 193 у 2002).
Національний склад станом на 2002 рік: росіяни — 99 %.